# Sciadia septaria
Sciadia septaria är en fjärilsart som beskrevs av Achille Guenée 1858. Sciadia septaria ingår i släktet Sciadia och familjen mätare. Inga underarter finns listade.